# Projection Label
Projection Label – polska wytwórnia powstała w Krakowie specjalizująca się w wydawnictwie nagrań w postaci MP3 i WAV z gatunku muzyki elektronicznej z zasięgiem międzynarodowym. Właścicielem i założycielem jest Martin Tigermaan.
Wytwórnia powstała w 2010 roku. Pierwszym premierowym singlem wydanym przez wytwórnię był własny singiel Tigermaana pt. Dance Tonight, który ukazał się na świecie 15 marca 2010 roku. Następnie do wytwórni dołączyli tacy producenci jak Stefan Lange z Niemiec, Curtis Dway z Francji i Willem Gator z Włoch. Wydawnictwo Projection Label znane też jako Projection od samego początku istnienia jest zintegrowane z dystrybucją niemiecką i firmą Feiyr.
Najważniejszym osiągnięciem wydawnictwa było wydanie na cały świat kultowego hitu lat 80. Marka Bilińskiego pt. Ucieczka z Tropiku uznanego za Polski Top Wszech Czasów przez słuchaczy polskiego radia programu III. Utwór został wydany ponownie pt. Escape From The Tropics w remiksach polskich artystów takich jak Seb Skalski, Piękny Stefan i Junkie Punks.
Artyści wydawani przez Projection:
- Tigermaan[9],
- Curtis Dway[10]
- Stefan Lange[11]
- Will'em Gator[12]
- Lady Citizen[13]
- Dario Ruzzier[14]
- Lilith[15]
- Wudckok[16]
- Piękny Stefan[17]
- Seb Skalski[18]
- Junkie Punks[19]
- Marek Biliński[20]
- Piotr Grymek[21]